# 金冠塚

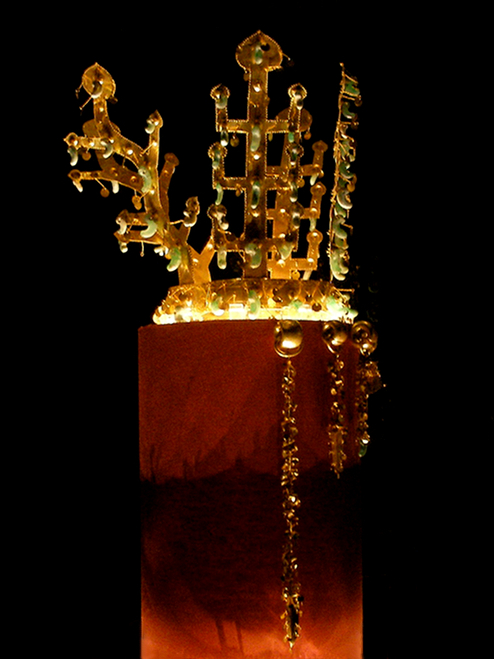
在此古墓塚中發現的金冠。現由韩国国家博物馆收藏。

金冠塚 (韓語：금관총)，是位於大韩民国慶州市古墳群的一个墓塚，經考證發現是始建於公元5世紀，約是新羅時代末期。
1921年，在偶然發現的情況下，當時進行了緊急挖掘調查。這個墓塚是一個直徑約46米、高約12米的圓形墓，具有新羅獨特的積石木槨墳的墓葬結構。

## 另見
- 朝鮮歷史
- 朝鮮美術
- 新羅金冠